# 釣魚灣

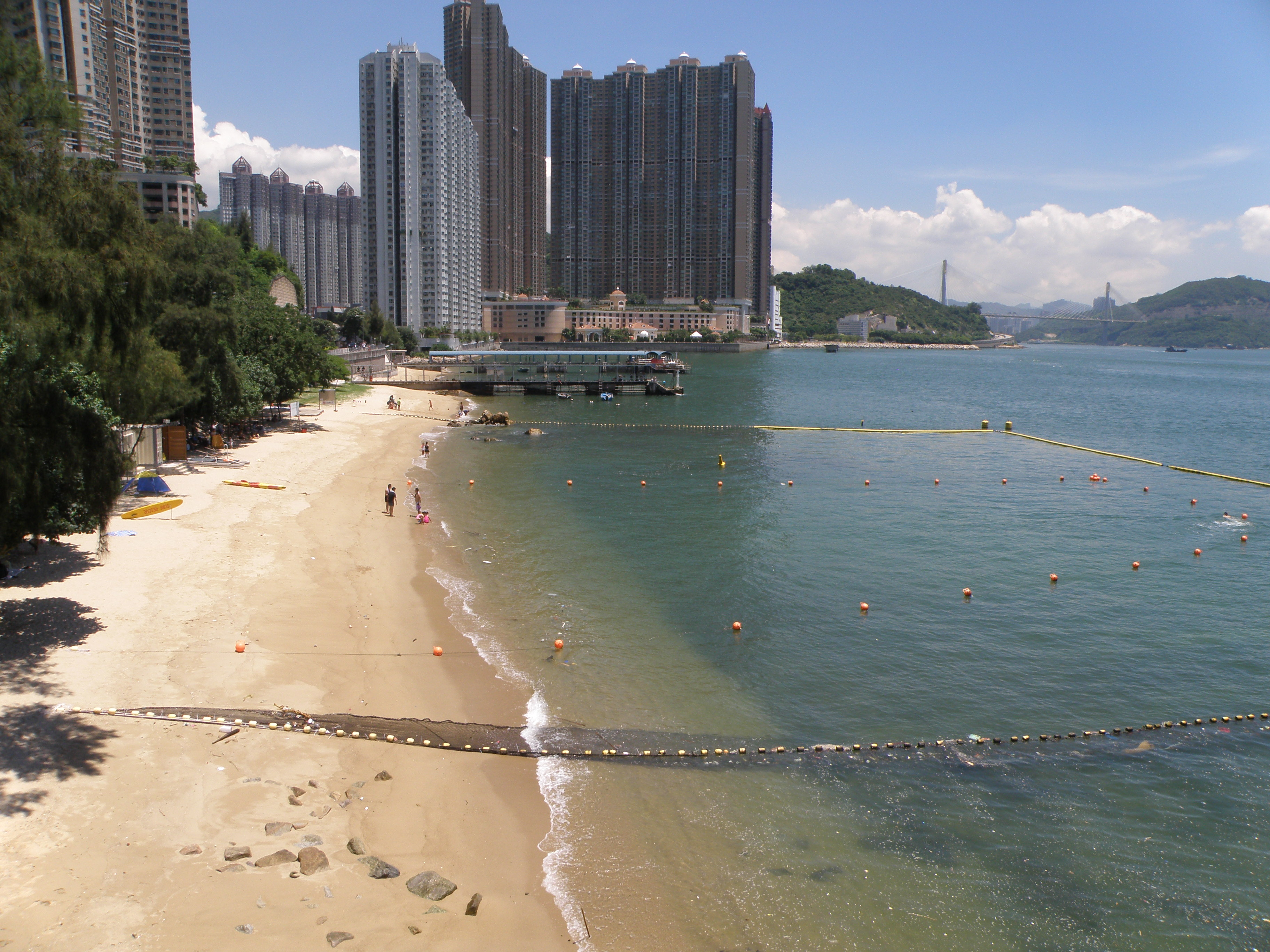
俯瞰釣魚灣

釣魚灣（英語：Anglers' Beach）是位於香港新界荃灣區深井青山公路13咪的泳灘，為荃灣最西部的康文署轄下泳灘，長200公尺，屬於區內比較短小的泳灘之一。

## 歷史
1975年年中，香港政府將泳灘刊憲。
1994年，區域市政局考慮到輪船的油污問題，加上汀九橋、青馬大橋及汲水門大橋的興建，宣布釣魚灣不適宜游泳，停止開放。釣魚灣的水質自1986年至2010年長期被環境保護署評為欠佳，經過有關部門多年來進行排放污水改善工程後，荃灣區一帶的水質有所改善，符合法例所規定的指標，於2012年釣魚灣的水質改善至「一般」。2013年9月20日，康樂及文化事務署宣佈釣魚灣重新開放，並且新增救生瞭望台及更衣室等游泳設施，以及翻新燒烤設施供予公眾使用。

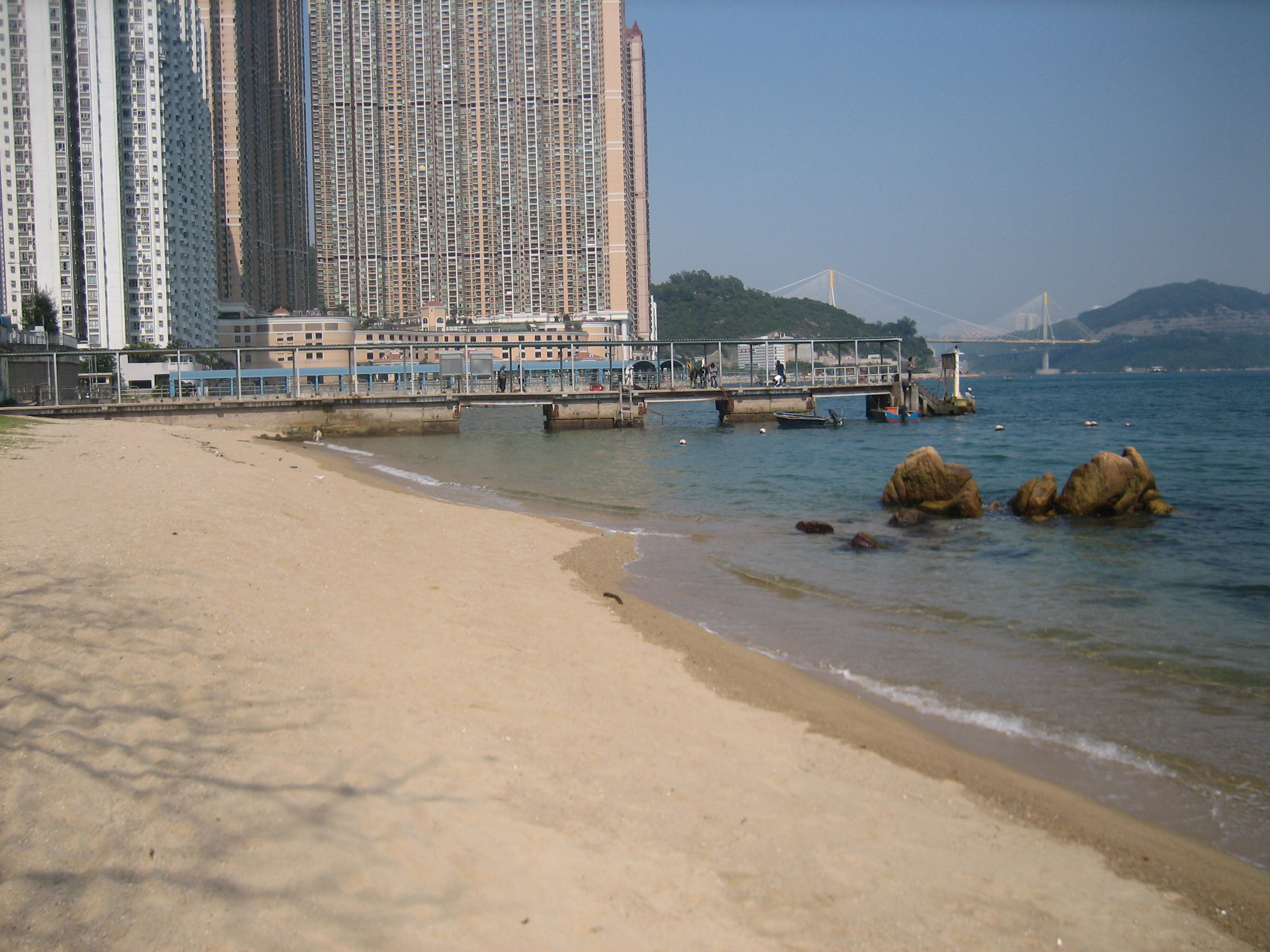
釣魚灣（沙灘上拍攝）
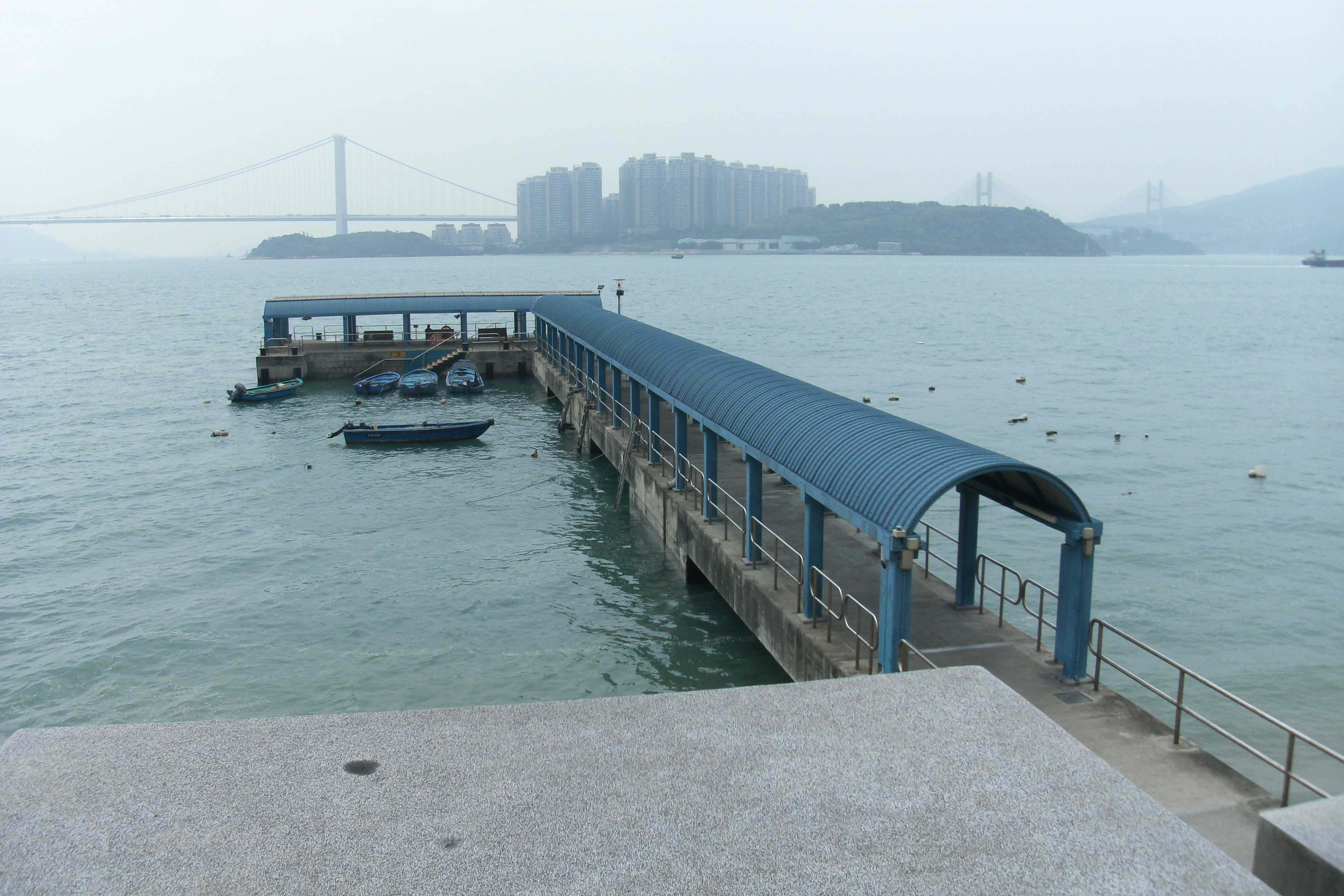
新釣魚灣公眾碼頭，可見對岸馬灣與青馬大橋
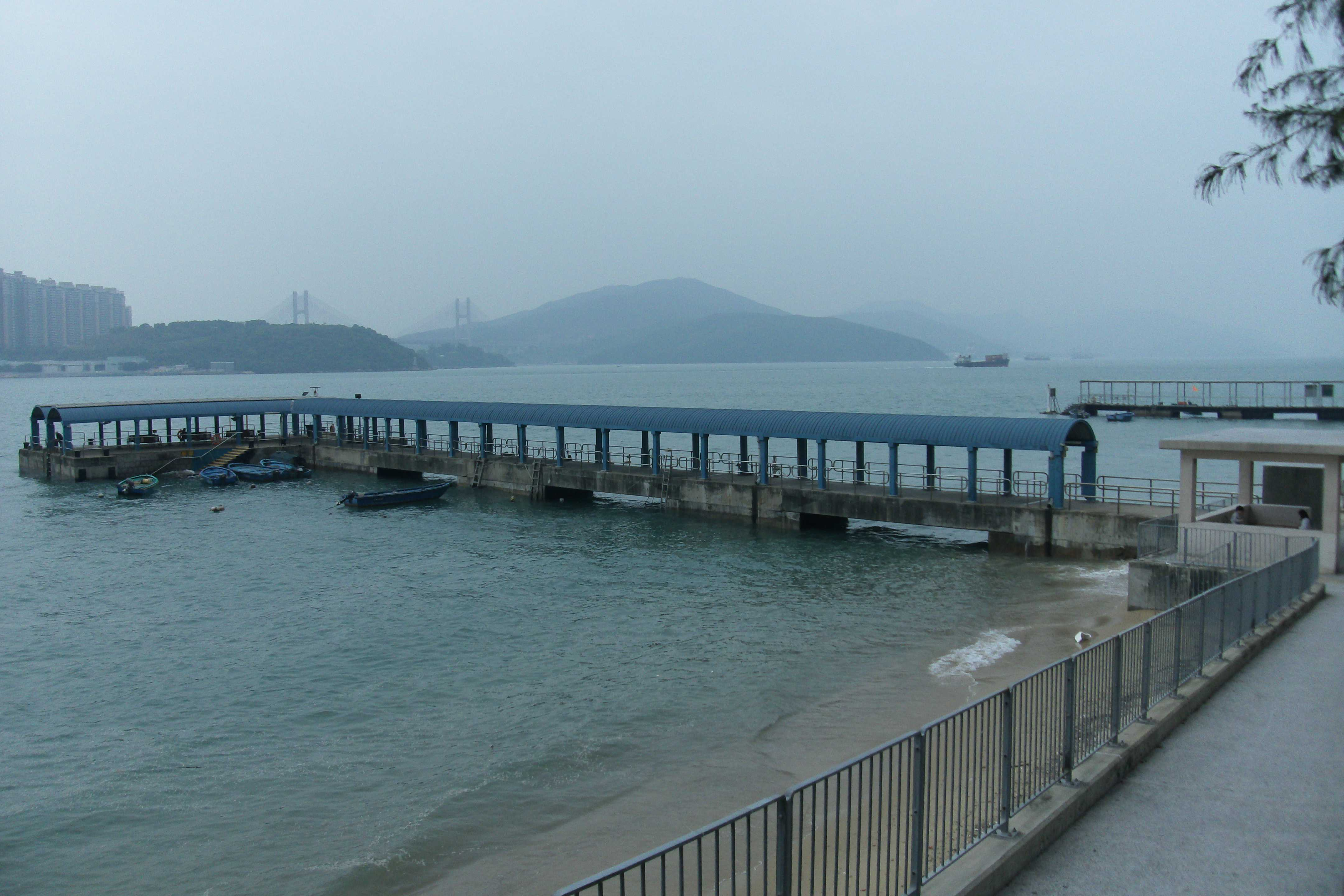
從另外一個角度觀看新釣魚灣公眾碼頭

## 開放時間
釣魚灣的救生員服務時間為每日上午9時至下午6時；6月至8月游泳旺季期間，逢星期六、日及公眾假期延長至上午8時至下午7時。

## 外部連結
- 康樂及文化事務署－荃灣泳灘 （页面存档备份，存于）
- 環境保護署－釣魚灣泳灘水質 （页面存档备份，存于）